# Уборы
Убо́ры ― село в Одинцовском городском округе Московской области.
Село Уборы  расположено в 17 км  Ильинского шоссе к западу от Москвы на левом берегу Москвы-реки у впадении в неё речки Уборки, находится на старинной дороге из Москвы в Звенигородский Саввино-Сторожевский монастырь. Входит в состав сельского поселения Успенское. Село насчитывает около 100 дворов.

## История
Название Уборы (село у бора) относится к временам, когда здесь были сосновые леса.
В разъезжей грамоте 1504 года упоминается в здешних местах луг Избореск в вотчинном владении Якова Дмитриевича Овцына. Эти места по-видимому, принадлежали его предкам еще в начале XV века. В первой четверти XVI века земли становятся вотчиной звенигородского князя Юрия Ивановича, здесь возникает крестьянское поселение. Село Уборы ― вотчина звенигородских удельных князей, пока с XVII века не начинает принадлежать графам Шереметевым. Под 1610 годом в валовом описании (1627) Звенигородского уезда село упоминается как вотчина стольника Ивана Петровича Шереметева, доставшееся ему как приданое от тёщи Стефаниды Вылузгиной, вдовы приказного. В 1627 году в Уборах имелись 2 крестьянских и 2 бобыльских двора, 4 двора беглых крестьян.
По переписи 1678 года в Уборах 3 двора боярских, 8 дворов людских 38 боярской челяди, 12 дворов крестьянских и 3 бобыльских двора. Всего 38 душ мужского пола.
После кончины боярина Петра Васильевича Шереметева в 1697 году село перешло его вдове Татьяне Афанасьевне и двум его сыновьям Алексею и Ивану; в 1705 году здесь уже был двор вотчинника с приказчиком, скотный и птичий дворы.
После смерти в 1723 году Алексея Петровича Шереметева село перешло по разделу с его вдовой Анной Яковлевной к младшему брату Ивану Петровичу Шереметеву.
В 1788 году Уборы находились во владении Петра, Александра и Бориса Владимировичей Шереметевых.
По документам 1800 года Уборы с деревней Дубцы принадлежали графу Федору Григорьевичу Орлову, надворному советнику Николаю Владимировичу Шереметеву и девице Наталье Владимировне Шереметевой (ум. 29.12.1824). В селе Спас-Уборы Аксиньинской волости Звенигородского уезда 1-го стана обитали 122 человека жителей, имелась церковь, деревянный двухэтажный господский дом со службами с большим садом. Господский дом выстроил Ф. Г. Орлов.
В 1852 году Уборы принадлежали генеральше Софье Сергеевне Бибиковой и Варваре Петровне Шереметевой. В селе было 22 двора, где проживали 8 мужчин и 89 женщин. В 1890 году в селе была усадьба С. Д. Шереметева, насчитывалось 351 жителя, имелась земская одноклассная школа.
По переписи 1926 года в селе имелось 56 крестьянских хозяйств, школа первой ступени, молочное товарищество и сельхозкооператив.
В 1989 году в Уборах 73 частных хозяйства и 161 постоянный житель. По переписи 2013 года в Уборах постоянно проживает 195 человек.

## Спасская церковь
Церковь во имя Спаса Нерукотворного Образа ― главная достопримечательность села. В 1673 году, по приказу боярина Петра Васильевича Шереметева, в селе была построена деревянная церковь. Позднее под руководством крепостного архитектора Якова Бухвостова был сооружён каменный храм в стиле московского барокко, Для церкви характерны декоративность и жизнерадостность, цветовая гамма — контрастное сочетание красных стен и белых резных деталей. Фасад церкви украшен белокаменными резными наличниками и витыми колоннами с капителями.

## Население
| 2002 | 2006 | 2010 |
| ---- | ---- | ---- |
| 204  | →204 | ↘195 |

## Комментарии
1. ↑  Вблизи Убор некогда возникла деревушка Дубецкий брод (луг на Дубце) — упоминается под 1526 годом. По «Экономическим примечаниям» конца XVIII века, Дубцы, как и Уборы, принадлежали Фёдору Григорьевичу Орлову, надворному советнику Николаю Владимировичу Шереметеву и его сестре Наталье, а по данным 1852 года они были в совместном владении генеральши Софьи Сергеевны Бибиковой и коллежской асессорши Варвары Петровны Шереметевой. Впоследствии Дубцы практически слились с Уборами.
В Уборах-Дубцах (так называемая 9-я госдача) проживали Н. С. Хрущёв, председатель Совмина СССР Н. И. Рыжков, в 1991—1999 — Б. Н. Ельцин.
С 2008 года это дача премьер-министра РФ Д. А. Медведева.